# Vitalija Korolëva
Vitalija Nikolaevna Korolëva (in russo Виталия Николаевна Королёва?; Mosca, 27 maggio 2001) è una tuffatrice russa specialista nel trampolino; ha vinto la medaglia d'oro e la medaglia d'argento agli europei di tuffi 2019.

## Palmarès
- Europei di nuoto/tuffi

Kiev 2019: oro nel trampolino 1 m e nel sincro 3 m, argento nella gara a squadre.
Budapest 2020: bronzo nel sincro 3 m e nel sincro 3 m misto.